# Edward Joseph Hoffman
Edward Joseph Hoffman (* 1. Januar 1942 in St. Louis, Missouri; † 1. Juli 2004 in Los Angeles, Kalifornien) war ein US-amerikanischer Wissenschaftler.

## Leben
Hoffman promovierte 1971 bei Demetrios George Sarantites in Nuklearchemie an der Washington University in St. Louis mit der Arbeit De-excitation of compound nuclei by gamma-ray emission in competition with nucleon emission.
1973 entwickelte er zusammen mit Michael E. Phelps den ersten PET-Scanner, der auch für die Humanmedizin geeignet war. Er wurde 1976 zum Professor der Medical School der University of California, Los Angeles ernannt.
Er war mit Carolyn Hoffman verheiratet.